# 미국 파이프라인 및 유해물질 안전관리국
파이프라인 및 유해물질 안전관리청 (PHMSA)은 2004년에 설립된 미국 교통부 산하 기관으로, 에너지 및 기타 위험물의 안전하고 신뢰할 수 있으며 환경적으로 건전한 운송을 위한 규정을 개발하고 시행하는 역할을 담당한다. PHMSA는 미국에서 소비되는 에너지의 65%를 차지하는 약 340만 마일의 파이프라인을 감독하고, 육상, 해상, 항공을 통해 매일 약 100만 건의 위험물 운송을 규제한다. 여기에는 이산화탄소를 운반하는 파이프라인도 포함된다.
PHMSA의 안전 프로그램은 파이프라인 안전 사무소 (OPS)와 유해물질 안전 사무소 (OHMS)에 있다. PHMSA는 워싱턴 D.C.에 본부를 두고 있다.
PHMSA는 당시 조지 W. 부시 미국 대통령이 2004년 11월 30일 서명한 2004년 노먼 Y. 미네타 연구 및 특수 프로그램 개선법에 따라 미국 교통부 내에 설립되었다. PHMSA의 임무는 사람들의 일상생활에 필수적인 에너지 및 기타 위험 물질의 안전한 운송을 발전시킴으로써 사람들과 환경을 보호하는 것이다.

## 역사
2005년 이전에는 미국 교통부에 집중적인 연구 조직이나 파이프라인 안전 및 위험물 미국의 교통 안전을 위한 별도의 운영 기관이 없었다. 2004년 노먼 Y. 미네타 연구 및 특수 프로그램 개선법은 당시 조지 부시 대통령의 "경영 아젠다" 이니셔티브를 지원하는 모드 정부 예산 및 정보 관행을 수립할 기회를 제공했다. 2004년 특수 프로그램법 이전에는 PHMSA의 위험물 및 파이프라인 안전 프로그램이 교통부의 연구 및 특수 프로그램 관리국 (RSPA)에 소속되어 있었다.

## 유해물질 안전 사무소
유해물질 안전 사무소는 항공, 철도, 고속도로 및 선박을 통한 위험물의 안전한 운송을 감독하는 역할을 담당한다. 매년 1조 9천억 달러 이상의 가치를 지닌 33억 톤 이상의 위험물이 미국 전역에서 항공, 고속도로, 철도 및 선박을 통해 운송된다. 평균적으로 매일 120만 건 이상의 위험물 운송이 이루어진다. 여기에는 핵 폐기물부터 리튬 이온 배터리, 굴착, 채광 및 에너지 생산에 사용되는 폭발물에 이르기까지 모든 것이 포함된다. 이 프로그램은 항공, 고속도로, 철도 및 선박을 통한 위험물 분류, 포장, 위험 통신, 취급, 교육 및 운송에 대한 정책, 표준 및 규정을 수립한다. 이 프로그램은 검사, 집행, 홍보 및 사고 분석을 통해 사고를 줄이고, 사망 및 부상을 최소화하며, 발생한 사고의 결과를 완화하고, 최초 대응자를 교육 및 준비시키고, 안전을 강화하는 데 사용된다.

## 파이프라인 안전 사무소

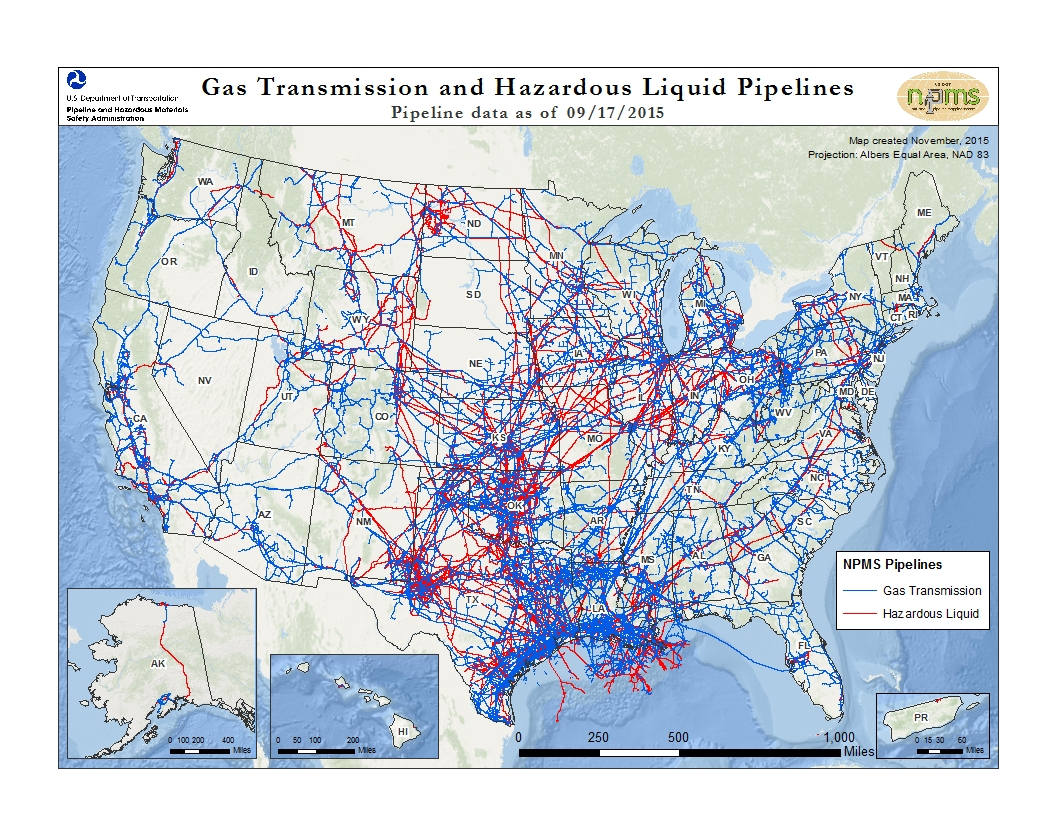
2015년 9월 현재 미국의 파이프라인 지도. 빨간색은 원유를 포함한 위험 액체 파이프라인이다.

2022년 현재 파이프라인 안전 사무소는 약 340만 마일에 달하는 광범위한 미국의 천연가스 파이프라인 시스템 네트워크와 위험 액체 파이프라인을 규제했다. 여기에는 229,000마일의 위험 액체 파이프라인, 302,000마일의 가스 송전 파이프라인, 2,284,000마일의 가스 배급 본선 및 서비스, 17,000마일의 가스 수집 파이프라인이 포함된다. PHMSA의 파이프라인 안전 프로그램은 사람, 재산 및 환경을 보호하는 방식으로 에너지 제품의 시장으로의 안전한 운송을 촉진한다.
파이프라인 안전 사무소는 워싱턴 D.C.에 본부를 두고 있으며, 웨스트 트렌턴, 애틀랜타, 캔자스시티 (미주리주), 휴스턴, 레이크우드 (콜로라도주), 데스플레인스, 온타리오 (캘리포니아주), 앵커리지에 8개의 현장 사무소를 두고 있다. PHMSA는 또한 오클라호마시티에 국립 훈련 센터 및 사고 조사 사무소를 운영한다.
2022년, PMHSA는 CO2 파이프라인이 규제 미흡 상태임을 인정하고 "안전 감독을 강화하기 위한 새로운 조치"를 발표했다.

## 지도부
| 이름      | 직책   | 취임 |
| --------- | ------ | ---- |
| 벤 코치맨 | 부국장 | 2025 |

과거 지도부는 다음과 같다:
- 브리검 맥카운, 2005년 7월 1일부터 2006년 3월 31일까지 첫 대행 청장, 2005년 7월 1일부터 2007년 1월 1일까지 첫 부청장.
- 토머스 J. 배럿, 2006년 3월 31일부터 2007년 6월 1일까지 첫 정식 청장.
- 스테이시 제라드, 첫 보조 청장/최고 안전 책임자, 2005년 7월 1일까지 첫 대행 부청장.[9]
- 크리스타 에드워즈, 2006년 수석 변호사, 부청장, 2007년부터 2008년 1월 9일까지 대행 청장.[10][11]
- 칼 T. 존슨, 2008년 1월 9일부터 2009년까지 청장.
- 신시아 L. 쿼터먼, 2009년 11월 16일부터 2014년 10월 4일까지 청장
- 티모시 버터스, 2014년 10월 4일부터 2015년 6월 8일까지 대행 청장
- 마리 테레즈 도밍게스, 2015년 10월 7일부터 2017년 1월 20일까지 청장[12]
- 하워드 R. 엘리엇, 2017년 10월 30일부터 2021년 1월 20일까지 청장
- 트리스탄 브라운, 부청장, 2021년 1월 20일부터 2025년 1월 20일까지 대행 청장
- 하워드 "맥" 맥밀런, 전무 이사, 2025년 1월 20일부터 2025년 1월 30일까지 대행 청장
- 벤 코치맨, 부청장, 2025년 1월 30일부터 현재까지 대행 청장

## 같이 보기
- 북미 천연가스 파이프라인 목록
- 21세기 미국 파이프라인 사고 목록
- 용접 모니터링, 테스트 및 분석
- 로봇 비파괴 검사
- 지능형 피깅
- 비상 대응 안내서